# Metandrocarpa michaelseni
Metandrocarpa michaelseni är en sjöpungsart som beskrevs av Friedrich Ritter och William Forsyth 1917. Metandrocarpa michaelseni ingår i släktet Metandrocarpa och familjen Styelidae. Inga underarter finns listade i Catalogue of Life.